# Keriorrea

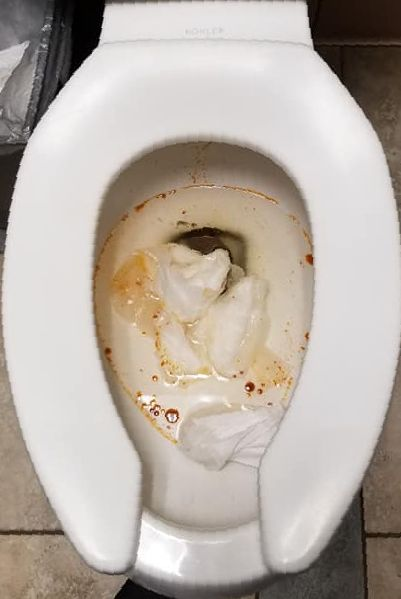
Keriorrea nel water. Si osservano gocce di materiale oleoso e maleodorante.

Sotto il nome di keriorrea si indica un insieme di sintomi digestivi, principalmente simili a scariche diarroiche, causati dall'ingestione di determinati pesci, in particolare Lepidocybium flavobrunneum e Ruvettus pretiosus. Questi pesci, in alcuni Paesi, sono conosciuti con il nome di pesce burro, nonostante non tutti i pesci a cui si fa riferimento con questo nome provochino keriorrea.

## Descrizione
La keriorrea è in realtà un'intossicazione provocata dagli esteri cerosi che sono presenti ad alte concentrazioni nel Lepidocybium flavobrunneum. L'essere umano non dispone nel suo apparato digerente degli enzimi necessari alla digestione e degradazione di queste sostanze, ragion per cui una volta ingeriti vengono in seguito espulsi in forma liquida dal tubo digerente senza essere degradati, nonostante non si possa parlare di diarrea vera e propria in quanto non si verifica un aumento del volume fecale. La keriorrea, pertanto, è una deiezione liquida di aspetto caratteristicamente oleoso e maleodorante (patognomonico è l'odore di pesce andato a male), simile all'olio d'oliva ma di color arancio scuro. Essendo gli esteri cerosi in forma non emulsionata, spesso la keriorrea fuoriesce spontaneamente attraverso lo sfintere anale generando episodi (transitori e completamente reversibili) di incontinenza nei confronti di questo materiale oleoso con conseguente disagio sociale. In generale gli effetti - che si manifestano circa 12/18 ore dopo la prima ingestione e direttamente proporzionali alla quantità di pesce ingerito - non sono gravi e si risolvono spontamentamente. Essi, inoltre, non includono sanguinamento, essendo comunque occasionalmente osservata la presenza di dolori crampiformi in alcuni pazienti.